# Creobroter gemmatus
Creobroter gemmatus je kudlanka patřící do čeledi Hymenopodidae. Díky pestrému zbarvení se řadí také mezi tzv. květinové kudlanky.

## Vzhled
Creobroter gemmatus patří mezi menší kudlanky, samice dorůstá 4 cm a samec 3 cm. Zbarvení je velmi atraktivní. U těchto kudlanek převládá světle žlutá barva těla s okrově zbarvenými některými partiemi. Křídla dospělých jedinců jsou sytě zelená a zhruba v polovině mají typické nápadné „oko“. Podobné oko mají také nymfy na tergitech zadečku. Tykadla jsou středně dlouhá, nitkovitá a na těle nejsou žádné výrůstky. Zbarvení malých nymf je kombinací černé a bordové. V druhém instaru jsou již světlejší a od třetího instaru trvá jejich typické žlutavé zbarvení.

## Výskyt
Kudlanky rodu Creobroter pochází z jižní Asie (Vietnam) a z jižní části Filipín. Oblíbenými stanovišti těchto zvířat jsou listy stromů, květiny a různé trávy. Vyhledávají vlhčí prostředí.

## Chov v zajetí
V České republice patří rod Creobroter k často chovaným, v insektáriích se zde vyskytují druhy C. gemmatus, C. elongata, C. meleagris a C. pictipennis.

### Insektárium
Jelikož se jedná o malou kudlanku, postačí k jejímu chovu menší insektárium, o rozměrech např. 20 × 20 × 20 cm. Jako substrát se používá rašelina či kokosová drť (lignocel). Důležité je, umístit do insektária větvičku, na kterou se bude moci zvíře zavěsit při svlékání.

### Mikroklima
Teplota, vhodná pro chov těchto kudlanek, se pohybuje v rozmezí 26 – 30 °C přes den. V noci by teplota neměla klesnout pod 20 °C. Vlhkost v insektáriu by měla být 50 – 60 %. Potřebné vlhkosti docílíme rosením zhruba obden.

### Potrava
Kudlanka Creobroter gemmatus přijímá potravu dobře a obzvláště samice jsou velice dravé. Jako potravu používají chovatelé cvrčky v přiměřené velikosti.Přes léto se dá použít také nasmýkaný hmyz.

### Rozmnožování
Dospělé jedince páříme 2 týdny po dospělostním svleku samice (u samce je ideální 1 – 2 týdny po dospělostním svleku). Páření trvá až 6 hodin a je důležité, aby byla samice dobře nakrmena a nezaútočila na samce. Průměrně 2 týdny po páření začne samice tvořit ootéky. Inkubační doba ootéky je 32 – 50 dnů, v závislosti na teplotě. Z jedné ootéky se líhne zhruba 25 jedinců. Jedna samice vytvoří za život až 5 ooték.